# مرض سيفير
مرض سيفير، والمعروف باسم التهاب الناتئ في العقب ( كعب القدم )، هو التهاب في لوحة النمو في كعب الأطفال الذين ينمون .يظهر المرض على أنه ألم في الكعب ويحدث بسبب الضغط المتكرر على الكعب وبالتالي فهو شائع بشكل خاص في الأطفال النشطين. عادة ما يزول عندما يكتمل نمو العظم أو يقل نشاطه.

## الأعراض
أبرز الأعراض في مرض سيفير هو ألم الكعب الذي يزيد سوءً عادة بسبب النشاط البدني مثل المشي أو الجري أو القفز.
الألم موضعي في الجانب الخلفي والأخصمي من الكعب على النتوءات الكلسية.
احياناً، قد يكون الألم شديدًا لدرجة أنه قد يسبب عرجًا ويتداخل مع الأداء الجسدي في الرياضة. غالبًا ما يكون المظهر الخارجي للكعب طبيعيًا، ولا تظهر علامات الأمراض المحلية مثل الانتفاخ، والاحمرار. إن أداة التشخيص الرئيسية هي الشعور بالألم عند الضغط على الجانب الطرفي والأوسط من العقب في منطقة لوحة النمو، ما يسمى بـ «اختبار الضغط». عادة ما تكون الصور الشعاعية للقدم طبيعية، لذلك، فإن تشخيص مرض سيفر هو سريري في المقام الأول. [1]

## الأسباب
مرض سيفر مرتبط مباشرة بالإفراط في استخدام العظام والأوتار في الكعب. يمكن أن يأتي هذا من ممارسة الرياضة أو أي شيء ينطوي على الكثير من حركة الكعب. يمكن أن يرتبط ببدء رياضة جديدة، أو بداية موسم جديد. الأطفال في مرحلة المراهقة معرضون أيضًا لخطر الإصابة به لأن عظم الكعب ينمو بشكل أسرع من الساق. يمكن أن ينتج نتيجة تحمل الكثير من الوزن على الكعب أيضًا، مثل الجر المفرط لأن العظام والأوتار لا تزال تتطور. يحدث بشكل أكثر شيوعًا عند الأطفال الذين يعانون من الإفراط، ويتضمن الكعبين في أكثر من نصف المرضى. وهو ما يعادل مرض أوسغود شلاتر في الركبة.

## الوقاية
- المحافظة على مرونة جيدة من خلال تمارين التمدد
- تجنب الجري المفرط على الأسطح الصلبة
- استخدم أحذية عالية الجودة مع دعم قوي ونعل ممتص للصدمات
- التقليل من الوزن الزائد إذا كان الطفل يعاني من السمنة

## العلاج
يمكن ان يتكون العلاج من واحدة أو أكثر مما يلي
- رفع الكعب
- شد أوتار الركبة وعضلات الساق 2-3 مرات يوميًا
- باستخدام RICE (الراحة، الثلج، الضغط، الارتفاع) [6]
- تقويم القدم
- أدوية
- علاج بدني
- التثليج يومياً (صباحاً)
- العلاج بالتسخين
- تجنب الأحذية ذات الكعب العالي

## التعافي
مرض سيفر يتعافى ذاتيًا، مما يعني أنه سيختفي من تلقاء نفسه عندما يتم تقليل استخدام القدم أو عندما يتكون العظم من خلال النمو. لا يُتوقع أن تؤدي الحالة إلى أي إعاقة طويلة الأجل، ومن المتوقع أن تهدأ في غضون أسبوعين أو أكثر. يقوم بعض جراحي العظام بوضع القدم المصابة في الجبيرة لتقليل الحركة وتثبيت القدم
في حين أن الأعراض يمكن أن تختفي بسرعة، إلا أنها يمكن أن تتكرر. مرض سيفر أكثر شيوعًا في الأولاد من البنات. متوسط عمر ظهور الأعراض هو تسعة إلى أحد عشر عامًا

## التسمية
تم تسميته نسبة إلى لجيمس وارن سيفير (1878-1964) ، طبيب العظام الأمريكي، الذي وصفه في عام 1912. نشر سيفر «مبادئ جراحة العظام» عام 1940 من خلال شركة ماكميلان.